# Aglyptodactylus
Aglyptodactylus ist eine Gattung von Froschlurchen in der Familie der Madagaskarfrösche mit Arten, die endemisch in Madagaskar verbreitet sind. Sie bilden zusammen mit Laliostoma labrosum die Unterfamilie Laliostominae.

## Merkmale
Weibchen von Aglyptodactylus australis sind mit einer Länge von bis zu 92 mm die größten Vertreter der Gattung. Männchen sind dagegen deutlich kleiner. Diese Frösche haben einen robusten Körper und einen langen ersten Finger an den Händen, der länger als der zweite ist. Dieses Merkmal unterscheidet die Unterfamilie von anderen Madagaskarfröschen. Allgemein besitzen die Mitglieder eine beigefarbene, grünliche bis braune Grundfarbe. Männchen können zur Paarungszeit auffällig gelb werden. Bis auf Aglyptodactylus chorus besitzen alle Arten dreieckige schwarze Flecken an beiden Seiten der Schnauze.

## Lebensweise
Die Aglyptodactylus-Arten halten sich in trockenen und feuchten Wäldern auf und bewegen sich auf dem Grund. Die Aktivität ist an keine Tageszeit gebunden. Die Exemplare sind meist in der Laubschicht versteckt und fressen Spinnen, Ameisen, Käfer und andere Gliedertiere. Die Fortpflanzung erfolgt nach Regen im Dezember und Januar, wobei einige Populationen rasant größer werden. Wie bei anderen Froschlurchen quaken Männchen laut, um die Aufmerksamkeit von Weibchen zu erlangen. Die Weibchen legen an Wasserstellen bis zu 4000 Eier, die einen Durchmesser von etwa 1 mm besitzen. Die Kaulquappen ernähren sich von Detritus und durchlaufen eine schnelle Metamorphose.

## Arten
Die IUCN listet folgende Arten:
- Aglyptodactylus australis
- Aglyptodactylus chorus
- Aglyptodactylus inguinalis
- Aglyptodactylus laticeps
- Aglyptodactylus madagascariensis
- Aglyptodactylus securifer

Dabei wird Aglyptodactylus australis als stark gefährdet (endangered) klassifiziert.